# 前田綾子
前田 綾子（まえだ あやこ、1971年7月23日 - ）は、日本のフルート奏者。大阪府豊中市生まれ。現在、東京佼成ウインドオーケストラのフルート奏者。フルートを曽根亮一、佐久間由美子、クリスティアン・ラルデ、工藤重典、ブノワ・フロマンジェ、パトリック・ガロワに師事。
神戸女学院大学音楽学部を卒業後、1994年に渡仏。エコール・ノルマル音楽院、ロマンヴィル国立音楽学校、オルネー国立音楽学校、パリ20区立音楽院（いずれもフランス）を全て満場一致の首席一等賞を得て卒業（エコール・ノルマルにおいては「最高栄誉賞“スペシャル”」を受賞）。その後、パリUFAM国際コンクール、イタリア・クレモナ国際音楽コンクール、パリ・ルテス・フルートコンクール、L.WURMSERパリ・フルートコンクールに優勝。

## CD
- minuit 午前零時 （2002年4月25日、インディペンデントレーベル）
- purity（2005年6月29日、インディペンデントレーベル）
- chez M（2012年4月11日、EIGHT COMPANY）